# STS-28
是历史上第三十次航天飞机任务，也是哥伦比亚号航天飞机的第八次太空飞行。

## 任务成员

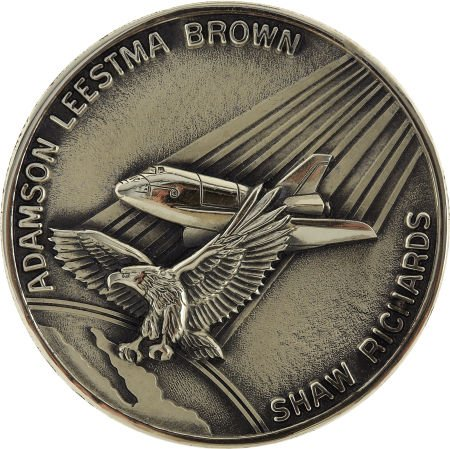
STS-28 Robbins Medallion

- 布鲁斯特·肖（Brewster H. Shaw，曾执行、以及任务），指令长
- 理查德·理查兹（Richard N. Richards，曾执行、以及任务），飞行员
- 詹姆斯·亚当森（James C. Adamson，曾执行以及任务），任务专家
- 大卫·里茨马（David C. Leestma，曾执行、以及任务），任务专家
- 马克·布朗（Mark N. Brown，曾执行以及任务），任务专家